# همپتون منور (نیویورک)
همپتون منور (به انگلیسی: Hampton Manor) یک منطقهٔ مسکونی در ایالات متحده آمریکا است که در شهرستان رنسلیر، نیویورک واقع شده‌است. همپتون منور ۱٫۷ کیلومتر مربع مساحت و ۲٬۴۱۷ نفر جمعیت دارد و ۶۳ متر بالاتر از سطح دریا واقع شده‌است.